# Patrice Luzi
Patrice Luzi Bernardi (Ajaccio, Francia, 8 de julio de 1980), futbolista francés. Juega en la posición de portero y su actual equipo es el Stade Rennes de la Ligue 1 de Francia.

## Clubes
| Club               | País       | Año       |
| ------------------ | ---------- | --------- |
| AS Monaco          | Francia    | 1999-2001 |
| AC Ajaccio         | Francia    | 2001-2002 |
| Liverpool FC       | Inglaterra | 2002-2005 |
| Excelsior Mouscron | Bélgica    | 2005-2006 |
| R.Charleroi        | Bélgica    | 2006-2007 |
| Stade Rennes       | Francia    | 2007-     |

## Palmarés

### Campeonatos nacionales
| Título  | Club       | País    | Año  |
| ------- | ---------- | ------- | ---- |
| Ligue 1 | AS Monaco  | Francia | 2000 |
| Ligue 2 | AC Ajaccio | Francia | 2002 |

- Datos: Q580257
- Multimedia: Patrice Luzi / Q580257